# Leon Michalski (malarz)

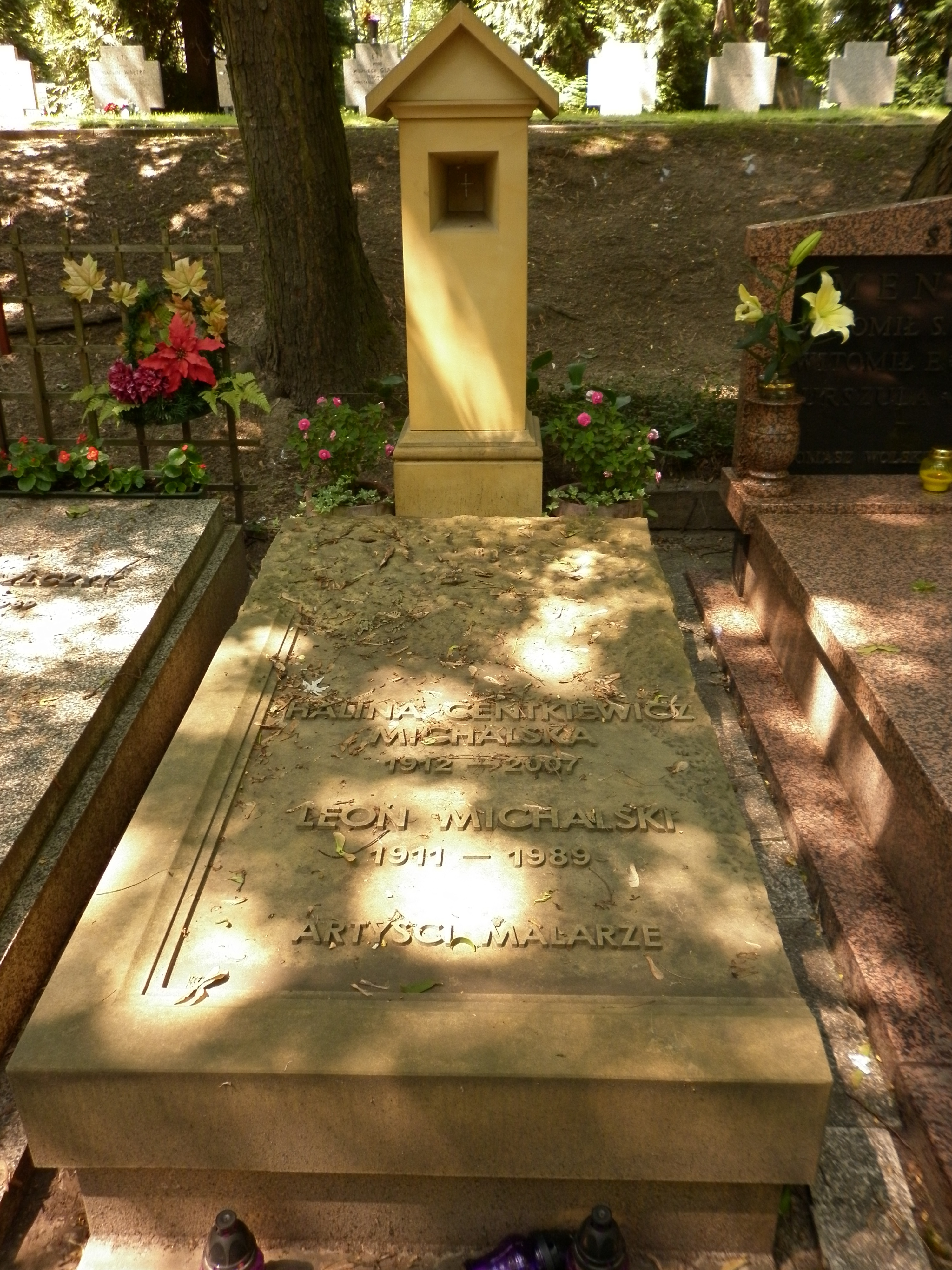
Grób Leona Michalskiego i Haliny Centkiewicz-Michalskiej

Leon Kazimierz Michalski (ur. 28 czerwca 1911 w Łodzi, zm. 21 lipca 1989 w Warszawie) – polski artysta malarz.

## Życiorys
Ukończył studia na Akademii Sztuk Pięknych w Warszawie (1939) pod kierunkiem Mieczysława Kotarbińskiego. Podczas II wojny światowej walczył w Armii Krajowej i pracował w Biurze Informacji i Propagandy. Uczestniczył w powstaniu warszawskim, po którym był więziony w Lamsdorfie, Gross-Born, Sandbostel i w Lubece. Po wyzwoleniu, w 1945 współpracował jako scenograf z warszawskim Teatrem im. W. Bogusławskiego, działającym w Belgii i Holandii pod kierunkiem Leona Schillera. W 1946 uzyskał dyplom ukończenia studiów na warszawskiej ASP i podjął na niej pracę dydaktyczną, będąc w latach 1962–1965 prorektorem uczelni, a od 1973 profesorem uczelni.
Michalski tworzył obrazy oraz kompozycje ścienne. Po raz pierwszy swoje prace wystawił w 1948 w klubie Młodych Artystów i Naukowców w Warszawie. W późniejszym okresie wystawiał w Polsce i za granicą, w tym w: Belgii, Francji, Holandii, NRD, RFN i Szwecji. W swoich dziełach nawiązywał do twórczości kolorystów. Był współtwórcą polichromii Starego Miasta w Warszawie (1953) i w Lublinie (1954). Był twórcą plafonu w hotelu „Bristol” w Warszawie (1955). Był członkiem Związku Polskich Artystów Plastyków, a od 1984 Związku Polskich Artystów Malarzy i Grafików. W lipcu 1984 był członkiem Społecznego Komitetu Obchodów 40-lecia Polski Ludowej w Warszawie.

### Życie prywatne
Był mężem malarki – Haliny Centkiewicz-Michalskiej.
Został pochowany cmentarzu komunalnym na Powązkach (kwatera AII-1-22).

## Wyróżnienia
- Odznaka Nagrody Państwowej,
- Nagroda im. Jana Cybisa,
- Krzyż Komandorski Orderu Odrodzenia Polski[2]